# Championnat du Japon de football 1967
Le Championnat du Japon de football 1967 est la troisième édition de la Japan Soccer League. 

## Classement
| Pos | Club                        | Pts | J  | G  | N | D  | Bp | Bc | Diff | Note                         |
| --- | --------------------------- | --- | -- | -- | - | -- | -- | -- | ---- | ---------------------------- |
| 1.  | Toyo Industries             | 22  | 14 | 10 | 2 | 2  | 37 | 16 | ＋22 | Champion                     |
| 2.  | Furukawa Electric           | 20  | 14 | 8  | 4 | 2  | 39 | 22 | ＋12 |                              |
| 3.  | Mitsubishi Motors           | 19  | 14 | 9  | 1 | 4  | 38 | 19 | ＋19 |                              |
| 4.  | Yawata Steel                | 18  | 14 | 8  | 2 | 4  | 29 | 22 | ＋7  |                              |
| 5.  | Yanmar Diesel               | 14  | 14 | 6  | 2 | 6  | 28 | 27 | ＋1  |                              |
| 6.  | Hitachi                     | 12  | 14 | 5  | 2 | 7  | 26 | 27 | －1  |                              |
| 7.  | Nippon Kokan                | 5   | 14 | 2  | 1 | 11 | 16 | 40 | －24 | Barrage promotion-relégation |
| 8.  | Toyota Automated Loom Works | 2   | 14 | 0  | 2 | 12 | 12 | 52 | －40 | Barrage promotion-relégation |

## Barrage promotion-relégation
| JSL                         | Aller | Retour | Senior Cup                                 |
| --------------------------- | ----- | ------ | ------------------------------------------ |
| Nippon Kokan                | 2-3   | 3-2    | Toyota Motors (Finaliste de la Senior Cup) |
| Toyota Automated Loom Works | 0-3   | 0-3    | Nagoya Bank (Vainqueur de la Senior Cup)   |

Nagoya Bank est promu en D1 et Toyota ALW est relégué.

## Classement des buteurs
| Joueur             | Nombre de buts |
| ------------------ | -------------- |
| Takeo Takahashi    | 15             |
| Kunishige Kamamoto | 14             |
| Hiroshi Ochiai     | 13             |
| Yasuyuki Kuwahara  | 11             |
| Teruki Miyamoto    | 10             |